# Annie-Paule Knipping
Annie-Paul Knipping (4 november 1946) is een voormalige Belgische atlete, die gespecialiseerd was in de sprint. Zij veroverde op twee nummers vier Belgische titels.

## Biografie
Knipping behaalde in 1965 haar eerste Belgische titels op de 200 m en de 400 m. Ze verbeterde dat jaar het Belgisch record op de 400 m van Francine Peyskens tot 58,2 s. Ze evenaarde in 1966 met een tijd van 25,5 s het Belgisch record op de 200 m van Louise Fricq. Nadien behaalde ze nog twee titels en twee recordverbeteringen op de 400 m. 

### Master
Knipping bleef actief als master. Ze behaalde in 1992 en 1994 twee Europese titels op de 200 m. 

### Clubs
Knipping  was aangesloten bij ES Jambes en stapte nadien over naar CS Vorst. Als master was ze aangesloten bij Olympic Essenbeek Halle.

## Belgische kampioenschappen
| Onderdeel | Jaar             |
| --------- | ---------------- |
| 200 m     | 1965             |
| 400 m     | 1965, 1967, 1970 |

## Persoonlijke records
| Onderdeel | Prestatie | Datum | Plaats  |
| --------- | --------- | ----- | ------- |
| 100 m     | 12,2 s    |       | Brussel |
| 200 m     | 24,8 s    |       |         |
| 400 m     | 56,0 s    |       |         |

## Palmares

### 200 m
- 1965:  BK AC – 26,5 s

### 400 m
- 1965:  BK AC – 60,5 s
- 1967:  BK AC – 57,4 s
- 1970:  BK AC – 57,5 s